# Kościelisko
Pour la gmina, voir Kościelisko (gmina).
Kościelisko est un village des Tatras dans la voïvodie de Petite-Pologne.

## Géographie
Situé dans le Sud de la Pologne à 5 km environ à l'ouest de Zakopane, le village est le siège de la gmina de Kościelisko.

## Jumelages
| Ville | Ville  | Pays | Pays   | Période     |
| ----- | ------ | ---- | ------ | ----------- |
|       | Divion |      | France | depuis 2018 |